# قطع أثرية (علم الآثار)

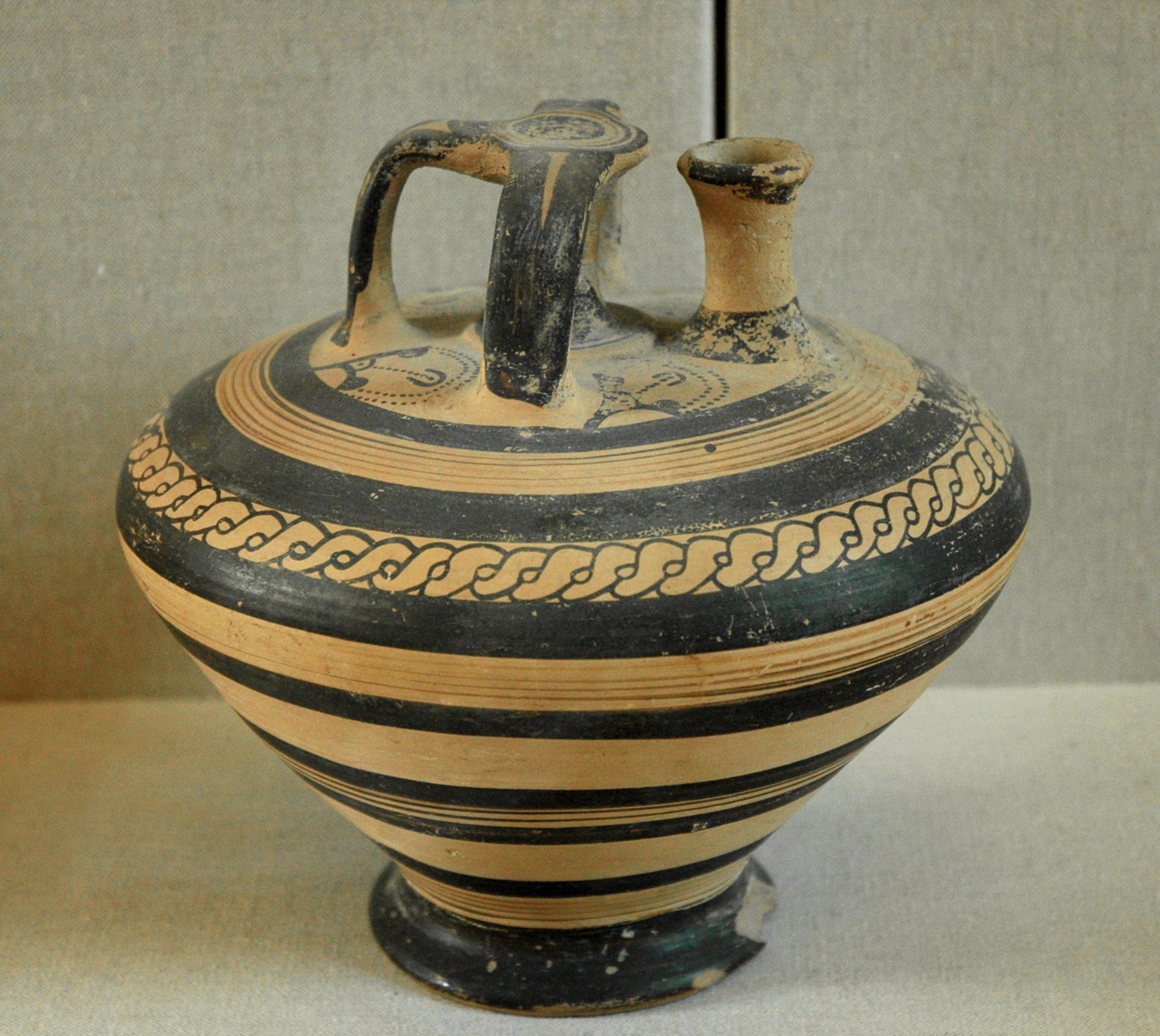
إناء موكياني عثر عليه في رأس شمرا (أوغاريت) حوالي 1300 - 1400 ق.م.

القطعة الأثرية هي شيء صنعه بشر، مثل أداة أو عمل فني، وأصبح لاحقاً ذا أهمية أثرية.
إلا أن العبارة، في إطار علم الآثار، تكتسب فارقا خاصا يصير معناها: شيء عثر عليه في حملة استكشافية أثرية وقد يكون قطعة أثرية ثقافية ذات أهمية ثقافية. ولكن علماء الآثار المعاصرين يحرصون على تمييز الثقافة المادية عن العرقية، التي هي عامة أكثر تعقدا، على النحو المعرب عنه في قول عالمة الإنسان كارول كرايمر: "الأواني ليست ناسًا."

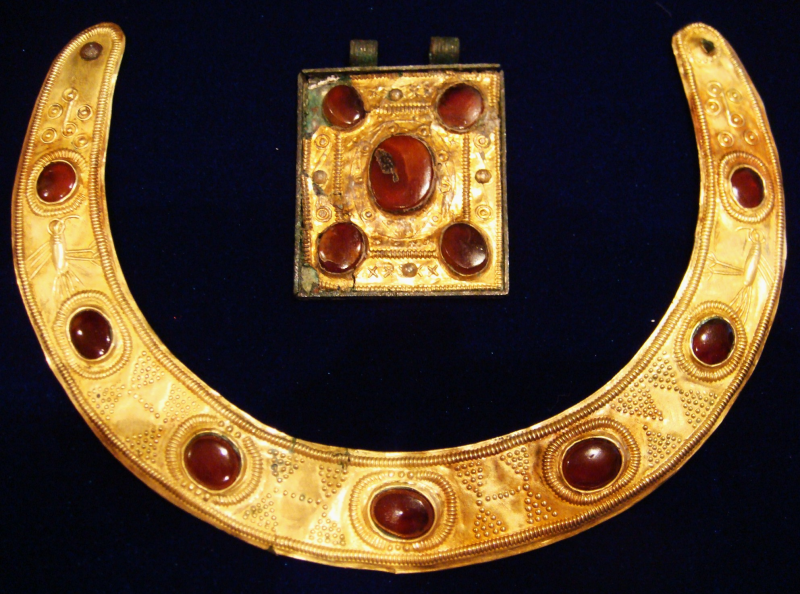
قطعة أثرية من منطقة البحر الأسود: عقد وتميمة ذهبيان سارماتيان - فرثيان، القرن الثاني م

## المفهوم
تشمل أهم الأمثلة عن القطع الأثرية: الأدوات الحجرية والأواني الفخارية والأدوات المعدنية مثل الأسلحة وأدوات الزينة الشخصية مثل الأزرار والمجوهرات والملابس، ومن الأمثلة الهامة أيضًا العظام التي تظهر عليها علامات التعديل البشري. يصنف علماء الآثار بعض الأشياء الطبيعية مثل الصخور المتصدعة بنار من الموقد أو المواد النباتية المستخدمة في الغذاء، على أنها نواتج بيئية وليست مصنوعات يدوية بشرية.
تظهر القطع الأثرية نتيجة للعمليات السلوكية والتحويلية. تتضمن العملية السلوكية استخراج المواد الخام وتصنيعها لأهداف معينة ثم التخلص منها بعد الاستخدام. تبدأ العمليات التحويلية في نهاية العمليات السلوكية، يحدث هذا عندما تتغير طبيعة القطعة الأثرية، وكلتا العمليتين عاملان مهمان في تقييم الأدوات الأثرية.
تتميز المصنوعات اليدوية عن المعالم الطبقية والنواتج البيئية، فالمعالم الطبقية هي بقايا للنشاط البشري لا يمكن حملها، تشمل المواقد والطرق والخنادق وما شابه ذلك، أما النواتج البيئية، يشار إليها أيضًا باسم المصنوعات الحيوية، فهي أشياء ذات أهمية أثرية صنعتها كائنات أخرى، مثل البذور أو عظام الحيوانات، وهي تختلف عن الأشياء الطبيعية التي نقلها البشر ولم يجروا عليها أي تغيير مثل صدف البحر الذي نقل من البحر إلى البر أو الحصى المستديرة التي نقلت بعيدًا عن تأثير مجرى الماء الذي صنعها.
قد لا تكون هذه الفروقات واضحة في كثير من الحالات، فالعظم الذي أزيل من جثة حيوان يعتبر من ضمن النواتج البيئية، ولكن العظم المنحوت على شكل أداة مفيدة هو قطعة أثرية، وبالمثل يمكن أن يكون هناك جدل حول القطع الحجرية القديمة التي يمكن أن تكون إما قطعًا أثرية بدائية أو أنها ناتجة عن الطبيعة وتشبه الأدوات القديمة التي صنعها البشر الأوائل أو الإنسان العاقل. قد يكون من الصعب تمييز الاختلافات بين القطع الحجرية التي صنعها الإنسان والقطع الحجرية الناتجة عن عوامل بيئية، ومن الممكن تصنيف القطع الأثرية عن طريق فحص الخصائص العامة للأدوات التي صنعها الإنسان مع دراسة الخصائص المحلية للموقع الذي اكتشفت فيه، ويمكن العثور على القطع الأثرية والمصنوعات البيئية معًا في نفس الموقع. يهتم علماء الآثار المعاصرون بالتمييز بين الثقافة المادية والعرقية، لأن الأخيرة غالبًا ما تكون أكثر تعقيدًا، كما عبرت عنها كارول كرامر في قولها المأثور: (الأواني ليست بشرًا).

## الأخلاق المهنية
أثار جمع القطع الأثرية ونهبها جدلًا واسعًا في عالم الآثار. يمكن تعريف النهب من الناحية الأثرية: باستخراج القطع الأثرية من المواقع وجمعها على انفراد أو بيعها قبل التنقيب عنها وتحليلها من قبل علماء الآثار المتخصصين. تتركز نقطة الخلاف الأساسية حول الاختلاف في المعتقدات بين هؤلاء الجامعين وعلماء الآثار، إذ يركز علماء الآثار على التنقيب والتحليل والعمل المخبري عندما يتعلق الأمر بجمع ودراسة القطع الأثرية، بينما يكون الحافز الأساسي لجامعي الآثار رغبات شخصية مختلفة، وهذا يجعل الكثيرين يتسآلون: (من يملك الماضي؟).
وهناك أيضًا قضايا أخلاقية حول عرض القطع الأثرية في المتاحف، عندما تأخذ إلى بلدان أخرى في ظروف غير واضحة، مثل عرض قطع أثرية يونانية من البارثينون في المتحف الوطني البريطاني. أثار عرض المتاحف الأوروبية للقطع الأثرية التي تخص الشعوب الأصلية في البلدان غير الأوروبية - خاصة تلك التي جُمعت أثناء الغزو الأوروبي لأفريقيا - تساؤلات أخلاقية. قام نشطاء من عموم إفريقيا مثل موازولو ديابانزا والجبهة متعددة الثقافات لمكافحة النهب باتخاذ إجراءات مباشرة ضد المتاحف الأوروبية، بهدف استعادة القطع الأثرية التي يعتقدون أنها تنتمي إلى إفريقيا.